# 서원

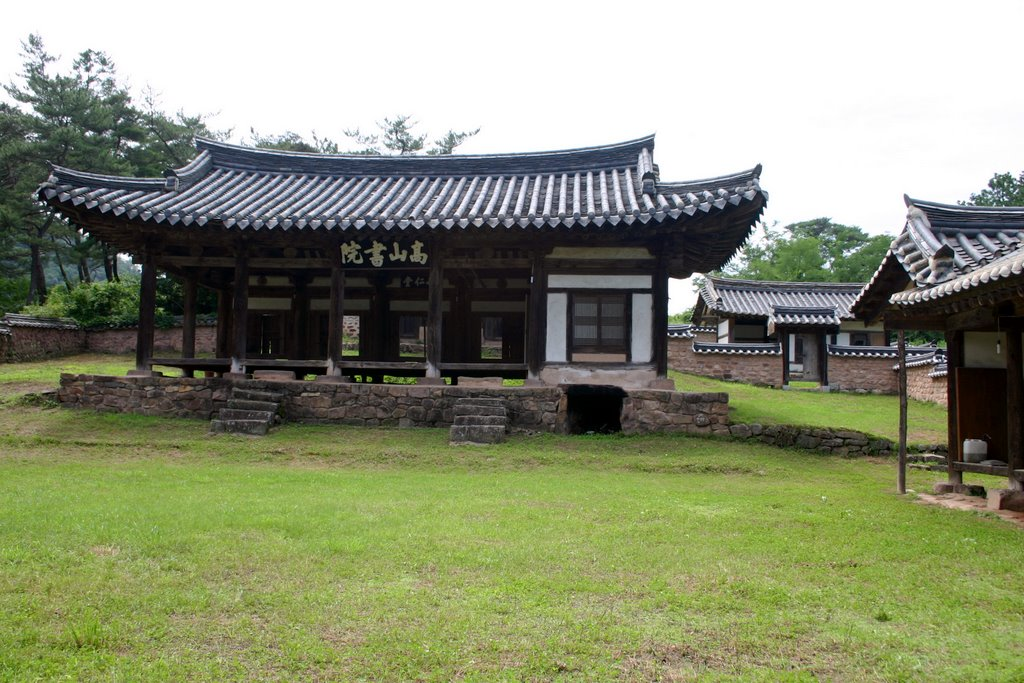
고산서원

서원(書院)는 중국에서 발단 한자 문화권의 동아시아 (일본 한국 베트남)에 파급된 전근대 학교로 사학의 한 유형이다. 북송 대 이후 국가의 관학에 대해 특히 민간의 사학에서 이루어졌다. 한국의 서원은 조선 중기 이후 설립된 사설 교육 기관이며, 유교의 성현에게 제사를 지내던 곳이다. 
유학에서는 교육을 중시하였기 때문에 유학자들이 사재를 털어 서당이나 서재라 불리는 사립학교를 세워 지방에서 후진을 양성하였다. 이런 전통을 계승하여 설립한 사립학교에 선배 유학자들을 배향하는 사당의 기능을 추가하여 서원을 건립하였다. 통상 초시에 합격한 자들에게 입학자격이 주어진 지방의 사립 중등 교육기관이라 할 수 있다. 

## 이름의 유래
서원의 명칭은 당나라 현종 때 여정전서원(麗正殿書院)·집현전서원(集賢殿書院) 등의 설치에서 유래하였다. 원래 내외의 명현(名賢)을 제사하고 청소년을 모아 인재를 기르는 사설기관이었는데, 선현을 제사하는 사(祠)와 자제를 교육하는 재(齋)를 합하여 설립되었다고 한다.

## 조선의 서원
조선 최초의 서원은 1543년(중종 38) 경상북도 순흥면 백운동에 주세붕이 세운 소수서원이다. 당시 풍기군수였던 주세붕이 이 지역출신으로 주자학(성리학)을 한반도에 처음 도입한 고려때의 유학자 안향(安珦) 선생을 배향(配享)하는 사당과 후진양성을 위한 사립학교를 함께 건립한 것에서 비롯되었다. 처음에는 백운동 서원이라 불렸으나 1550년 퇴계 이황의 요청으로 명종으로부터 소수서원(紹修書院)이라는 현판을 하사받았다.
사액서원이란 국가의 승인을 받은 사립학교를 의미하며 사액서원으로 지정받으면 토지, 서적, 노비 등을 지원받고 면세와 면역의 특권까지 부여받았다. 이런 특권 때문에 조선후기에 국가 경제를 어지럽히고 붕당정치의 온상이 되는 등 그 폐단도 적지 않았다. 1868년, 흥선대원군이 사액받지 못한 천여 개소의 서원을 철폐하고 납세를 명하는 서원철폐령이 실시되어 47개소만 남고 모두 철폐되기도 했다.
소수서원이 건립된 이후 많은 서원이 전국에 걸쳐 만들어졌다. 명종 이전에 설립된 것이 29개, 선조 때는 124개에 이르렀고, 당쟁이 극심했던 숙종 때 설치한 것만 300여 개소에 이르러 1도에 80~90개의 서원이 세워졌으며, 국가 공인(公認)의 절차인 사액(賜額)의 청원에 따라 사액을 내린 서원도 늘어나 숙종 때만 해도 130여 개소에 이르렀다.
초기의 서원은 인재를 키우고 선현·향현을 제사지내며 유교적 향촌 질서를 유지, 시정(時政)을 비판하는 사림(士林)의 공론(公論)을 형성하는 구실을 하는 등 긍정적인 기능을 발휘하였으나 증설되어감에 따라 혈연(血緣)·지연(地緣)관계나 학벌(學閥)·사제(師弟)·당파(黨派) 관계 등과 연결되어 지방 양반층의 이익집단화(利益集團化)하는 경향을 띠게 되었다.

## 같이 보기
- 서원 (한국)
- 한국의 서원 - 유네스코 세계유산